# Сури језик
Сури језик је језик из породице нило-сахарских језика, сурмијска грана. Њиме се служи око 1.000 становика вилајета Источна Екваторија у региону Илемијски троугао на побрђу Бома у Јужном Судану и око 19.600 становника југозападног региона Кафа у Етиопији. Користи етиопско писмо и има развијену писану грађу.